# 惇慈皇太妃
惇慈皇太妃（越南语：／，？—1347年），姓黎氏（越南语：／），越南陳朝第五代君主陳明宗的妃嫔，陳睿宗陈曔的生母。
黎氏是黎國耄、明慈皇太妃的姐妹，黎季犛的姑姑。陳明宗册封黎氏为充媛。开泰六年（1329年），明宗禅位给明慈皇太妃的儿子陳憲宗。開祐九年（1337年）六月初二日，黎氏为生太上皇明宗生子陈曔，陈曔是明宗十一子。绍丰七年（1347年）八月，充媛黎氏去世。绍庆二年（1371年）十二月，陈艺宗（明慈皇太妃的另一个儿子）追封父亲的充媛黎氏為光憲宸妃（越南语：／）。绍庆三年（1372年）十一月初九日，陈艺宗禪位于陈曔，陈曔即陈睿宗，追尊生母光憲宸妃為惇慈皇太妃。